# Zikim
Zikim (hebr. זיקים) – kibuc położony w samorządzie regionu Chof Aszkelon, w Dystrykcie Południowym, w Izraelu.
Leży na wybrzeżu Morza Śródziemnego w północno-zachodniej części pustyni Negew, w otoczeniu kibuców Karmijja i Jad Mordechaj, moszawu Netiw ha-Asara, oraz strefy przemysłowej miasta Aszkelon. Członek Ruchu Kibuców (Ha-Tenu’a ha-Kibbucit).

## Historia
Kibuc został założony w 1949 przez członków syjonistycznego ruchu młodzieżowego Ha-Szomer Ha-Cair, którzy przed 1947 przyjechali do Palestyny z Rumunii. W owym czasie liczba żydowskich osiedli na pustyni Negew była niewielka i mówiło się, że każda nowa osada jest „świecącym punktem” (hebr. Zik) na pustkowiu. Stąd wzięła się nazwa kibucu.
Osiedliło się tutaj wielu imigrantów z Ameryki Południowej.
Z powodu bliskości Strefy Gazy kibuc bardzo często pada ofiarą ataków terrorystycznych, ostrzałów moździerzowych lub rakietowych.
Na południowy wschód od kibucu powstała w 1949 baza Sił Obronnych Izraela nazwana Bahad-4 (hebr. בה"ד 4). To właśnie stąd wielokrotnie zmechanizowane kolumny wojskowe wkraczały do Strefy Gazy by przeprowadzać operacje antyterrorystyczne i przeciwdziałać ostrzałowi rakietowemu terytorium Izraela. Na terenie bazy utworzono wojskowy ośrodek szkoleniowy dla dziewięciu kompanii. 11 września 2007 na bazę spadły dwie rakiety Kassam wystrzelone przez palestyńskich terrorystów ze Strefy Gazy. W tym ataku rannych zostało 69 izraelskich żołnierzy. Z tego powodu 19 listopada 2008 przeprowadzono ewakuację ośrodka szkoleniowego w inne miejsce. Ewakuację bazy palestyńska organizacja terrorystyczna Islamski Dżihad określiła swoim „zwycięstwem”.

## Kultura i sport
W kibucu znajduje się ośrodek kulturalno-sportowy, przy którym jest boisko do piłki nożnej oraz basen kąpielowy.

## Gospodarka
Gospodarka kibucu opiera się na sadownictwie (mango, awokado) i uprawach w szklarniach.
Z przemysłu znajdują się tutaj zakłady Polyron Zikim Agricultural Cooperative Society Ltd., które produkują materace, wersalki oraz sprzęt ortopedyczny.

## Komunikacja
Przy północno-wschodniej granicy kibucu przebiega droga nr 3411 , którą jadąc na północ dojeżdża się do strefy przemysłowej miasta Aszkelon, lub jadąc na wschód dojeżdża się do kibucu Karmijja, a następnie do drogi ekspresowej nr 4  (Erez-Kefar Rosz ha-Nikra).

## Osoby związane z kibucem
- Bob Hoskins - angielski aktor. Pracował w kibucu w 1967 jako wolentariusz.